# Jaroslav Tvrdík
Jaroslav Tvrdík (* 11. září 1968 Praha) je český podnikatel, manažer, bývalý voják a politik SOCDEM. V letech 2000–2003 byl ministrem obrany ve vládě Miloše Zemana a vládě Vladimíra Špidly, v letech 2002–2003 poslanec Poslanecké sněmovny, následně ředitel Českých aerolinií, v letech 2006–2010 volební manažer České strany sociálně demokratické. Od roku 2015 byl místopředsedou představenstva čínské firmy CEFC pro Evropu, podílel se mj. na převzetí fotbalového klubu SK Slavia Praha tímto čínským investorem. V květnu 2018 byl z vedení CEFC odvolán, před koncem května se však opět vrátil jako místopředseda představenstva.

## Biografie

### Mládí a kariéra v armádě
Dětství strávil v Havlíčkově Brodě. Vystudoval střední ekonomickou školu v Chotěboři, poté Vysokou vojenskou školu pozemního vojska ve Vyškově, kde promoval v roce 1990 (obor ekonomika armády). V průběhu studia se stal členem Komunistické strany Československa.
V období let 1990–1991 pracoval na postu náčelníka finanční služby Školícího a výcvikového střediska Ministerstva obrany ČR. V letech 1991–1992 a znovu 1993–1995 byl vedoucím starším důstojníkem, pak náčelníkem oddělení na sekci zahraničních vztahů Ministerstva obrany. V letech 1992–1993 zastával post náčelníka finanční služby československé jednotky při 1. Praporu mírových sil OSN (UNPROFOR) v bývalé Jugoslávii. Od roku 1996 pracoval opět na Ministerstvu obrany, zpočátku jako ředitel Hlavního úřadu vnitřní správy ministerstva a ještě během roku 1996 se stal ředitelem Vojenských lázeňských a rekreačních zařízení ministerstva. Dosáhl hodnosti podplukovníka. Od roku 2000 byl ekonomickým náměstkem ministra obrany. Stal se předsedou výběrové komise na nákup stíhacích letounů. Z tendru na zakázku v objemu 60,2 miliard korun postupně odstoupily firmy Boeing, Lockheed Martin, Eurofighter i Dassault Aviation, zůstala v něm pouze společnost BAE Systems nabízející letouny Gripen.

### Ministr obrany
V letech 2001–2003 byl ministrem obrany ve vládě Miloše Zemana a vládě Vladimíra Špidly. Ve volbách v roce 2002 byl zvolen do poslanecké sněmovny ve volebním obvodu Kraj Vysočina za Českou stranu sociálně demokratickou (od roku 2023 Sociální demokracie). Ve sněmovně setrval do července 2003, kdy rezignoval na mandát. V roce 2003 skončil rovněž na ministerském postu. Počátkem května 2003 Tvrdík přiznal, že si telefonoval s podnikatelkou Libuší Barkovou, která mu o rok dříve pomáhala s kampaní při volbách do parlamentu. Redaktorům, kteří v novinách spekulovali o kontaktech Libuše Barkové s Šárkou Grossovou a Stanislavem Grossem, odeslal esemesku s textem "Je mi z vás na blití".
Na konci května 2003 Tvrdík podal demisi, poté ji stáhl a vzápětí ji podal podruhé. První demisi Tvrdík podal na protest proti snížení armádního rozpočtu z 2,2 % HDP na 2,05 % HDP, poté ji vzal kuriózně zpět, i když rozpočet pro armádu mezitím klesl až na 1,9 % HDP.

### Ředitel Českých aerolinií
ČSSD hledala pro Tvrdíka nové uplatnění. Podle tisku se však proti angažmá v Aeru Vodochody postavil Boeing a s nástupem do státního podniku Česká správa letišť nesouhlasil ministr dopravy Milan Šimonovský (KDU-ČSL). Nakonec zástupci ministerstva financí v dozorčí radě Českých aerolinií odvolali dosavadního šéfa Miroslava Kůlu a Tvrdíka bez řádného výběrového řízení jmenovali na jeho místo.
Jaroslav Tvrdík začal okamžitě po svém nástupu s obměnou manažerů, do nejvyššího vedení si vzal své bývalé náměstky z ministerstva obrany. Pod jeho vedením uzavřely ČSA významný kontrakt na dodávku letounů Airbus a platy vzrostly během tří let zhruba o třetinu. Plán na rozšíření flotily a řadu dalších plánů připravovaly pro Tvrdíkovo vedení poradenské společnosti. V letech 2004–2005 vyplatily ČSA společnosti Deloitte ČR 91 milionů korun a společnosti McKinsey & Company 146 milionů korun. Jednalo se například o projekty převzetí charterové společnosti Travel Service nebo maďarských aerolinek Malév.
V březnu 2004 v pražské Evropské ulici boural se svým služebním BMW, hasiči museli automobil sundávat ze svodidel a zasypávat vyteklý benzín. Pokutu nedostal, policie to řešila domluvou. Ve stejném měsíci ČSA oznámily nákup 29 limuzín Audi, které nahradily stávající vozy Škoda Octavia a starší Peugeoty 406. V prosinci 2005 poslali odboráři premiéru Jiřímu Paroubkovi ostrý dopis s detailním popisem situace v ČSA, ve kterém žádali odstoupení Jaroslava Tvrdíka. V souvislosti s neúspěšným působením u leteckého dopravce se objevila přezdívka „Luftjarda“, kterou v roce 2009 použil ve Sněmovně Miroslav Kalousek.

### Volební manažer ČSSD

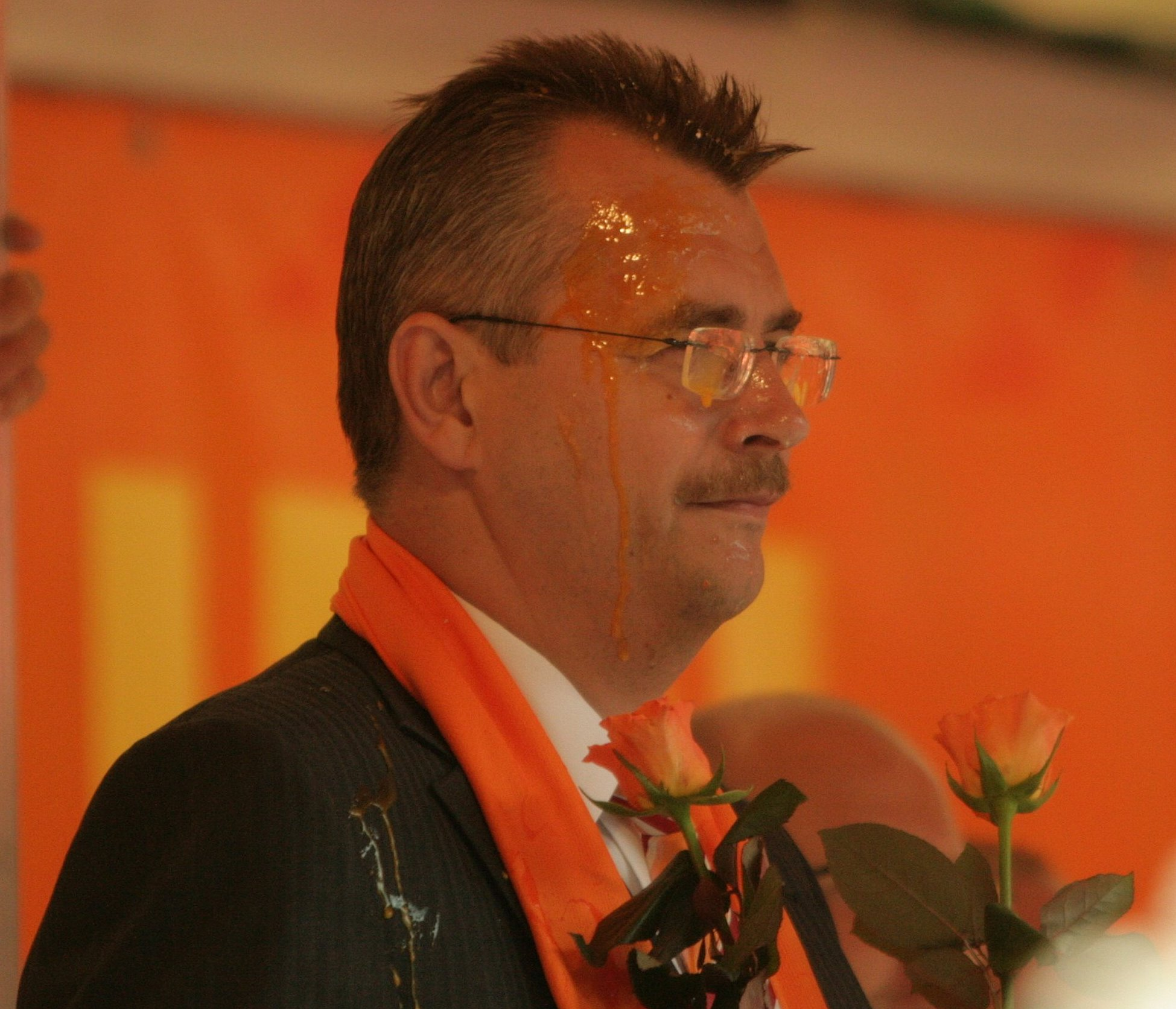
Jaroslav Tvrdík po zásahu vejcem během kampaně do Evropského parlamentu v roce 2009.

V lednu 2006 Tvrdík kývl na nabídku Paroubka stát se před volbami do Poslanecké sněmovny v roce 2006 manažerem volebního štábu ČSSD, do kterého byl ve stejné době jmenován jeho dřívější člen, podnikatel Oldřich Lichtenberg. Ve funkci předsedy představenstva ztrátových ČSA Tvrdíka vystřídal Radomír Lašák. Později byl Tvrdík Jiřím Paroubkem jmenován vedoucím jeho poradců. Ve funkci volebního manažera a poradce byl do roku 2010.
Během kampaně k volbám do Evropského parlamentu v roce 2009 vystoupil – spolu s Jiřím Paroubkem a dalšími politiky ČSSD – 27. května v Praze na smíchovském Andělu. Odpůrci Jiřího Paroubka a ČSSD zasypali politiky stovkami vajec, několik z nich trefilo i Tvrdíka.

### Podnikání
Od roku 2007 se věnuje soukromému podnikání. Pracuje jako finanční a ekonomický poradce a také ve zprostředkování obchodu a služeb. Od roku 2012 byl předsedou dozorčí rady Smíšené česko čínské komory vzájemné spolupráce. Od září 2013 byl neplaceným „honorárním poradcem“ tehdejšího premiéra Jiřího Rusnoka pro Čínskou lidovou republiku. Od roku 2014 se stal prezidentem komory.
Od roku 2015 byl místopředsedou představenstva čínské firmy CEFC China Energy Company Limited pro Evropu, v témže roce dojednal prodej majoritní části fotbalového klubu SK Slavia Praha této společnosti. Následně byl na valné hromadě dne 20. října 2015 zvolen místopředsedou dozorčí rady tohoto fotbalového klubu. V dubnu 2016 se stal předsedou jeho představenstva.
V květnu 2018 byl z vedení CEFC Europe odvolán poté, co CEFC China Energy včas neuhradila pohledávky ve výši 475 mil. euro (cca 12 mld. Kč) vůči J&T Private Investments. J&T pak přebrala výkon akcionářských práv v CEFC Europe, odvolala její představenstvo a dosadila krizový management.

## Rodina
Od roku 1993 je ženatý, s manželkou Janou. V roce 2000 se jim narodila dcera Jana. Ta si v roce 2022 vzala brankáře Slavie Ondřeje Koláře.
V březnu 2022 byla Tvrdíkovi diagnostikována rakovina. Podstoupil operaci a ozařování. V létě 2022 se znovu vrátil do práce. V roce 2024 Jaroslav Tvrdík skončil jako viceprezident čínské skupiny Citic Europe Holding i jako šéf představenstva Pivovarů Lobkowicz.

## Vyznamenání
- Medaile OSN za službu v mírové operaci UNPROFOR[40]
- Medaile Ministra obrany ČR za službu v zahraničí[kdy?]
- Čestný pamětní odznak Za službu míru[kdy?]
- Medaile AČR III. stupně[kdy?]
- Čestný pamětní odznak 50 let NATO